# Geophilus strigosus
Geophilus strigosus är en mångfotingart som först beskrevs av John McNeill 1887.  Geophilus strigosus ingår i släktet Geophilus och familjen storjordkrypare. Inga underarter finns listade i Catalogue of Life.